# Jour d'amour
Un jour d'amour (en latin, dies amoris ; en anglais, loveday) est, dans l'Angleterre médiévale, une journée choisie afin d'arbitrer entre plusieurs parties et de résoudre leurs différends légaux davantage grâce à un arbitrage qu'à la simple application de la common law. La plupart des jours d'amour ont été tenus entre les XIIIe et XVIIe siècles.

## Origines
Dans son ouvrage La Société Féodale, l'historien français Marc Bloch remarque que même dans l'État récemment fondé qu'est l'Angleterre au début du Moyen Âge, il existe dès l'an Mil des chartes qui « abondent » non seulement en justiciables, mais également en créant leurs propres systèmes de médiation et d'arbitrage. Le premier emploi certifié du terme « jour d'amour » date de 1290, bien qu'au début de son instauration cet événement se soit plus apparenté à une journée religieuse dévouée à la charité chrétienne que consacrée à la législation. Un siècle plus tard, le poète anglais Geoffrey Chaucer décrit cet arbitrage, qui est symbolisé par une poignée de main et le renouvellement de l'amitié. L'historien Michael Clanchy date le jour d'amour du XIIe siècle en se référant à une maxime contemporaine : « l'accord l'emporte sur la loi et l'amour sur le jugement ». Il le considère comme le plus public et le plus local des règlements de litiges.

## Fonctionnement
Dans le contexte du jour d'amour, le terme d'« amour » fait plutôt écho à une concorde ou à un règlement de situation. De même, dans le droit médiéval, un « jour » signifie l'ouverture d'un cas judiciaire et n'a que peu de rapport avec un laps de temps de vingt-quatre heures. Il existe au Moyen Âge peu de restrictions, si ce n'est aucune, concernant le type d'entreprise que le jour d'amour peut traiter, à condition qu'il soit conforme à la législation, y compris les affaires en instance devant une juridiction supérieure. Les résultats d'un jour d'amour peuvent varier ; souvent, il se révèle infructueux (dans un cas célèbre en 1411, alors qu'elle s'en retourne dans ses terres, une partie tend une embuscade à la partie adversaire), ou bien, au contraire, il peut entraîner la tenue de fêtes, qui n'impliquent pas seulement les protagonistes, mais aussi tous les familiers des parties.

## Usage à la fin du Moyen Âge
À partir de la fin du XIIIe siècle, un jour d'amour devient progressivement un jour où il est possible d'obtenir réparation. C'est ce que le jurisconsulte Henry de Bracton appelle le dies amoris (le latin étant à l'époque la langue véhiculaire légale) et, dans le livre contemporain du droit de manoir, en anglais, le loveday. Il s'agit d'un jour fixé par un tribunal, bien que les détails tels l'heure et le lieu soient laissés à la décision des plaideurs. Les historiens débattent depuis lors sur la mesure dans laquelle la croissance des jours d'amours reflète le déclin de l'autorité royale. Christine Carpenter laisse entendre que, jusqu'au XVe siècle, le mandat du roi est suffisant pour maintenir la paix, alors qu'Edward Powell affirme qu'un moyen efficace d'autosuffisance juridique (en particulier le moyen de résoudre ses propres conflits) est essentiel, particulièrement si la couronne est affaiblie, comme il en a été le cas en Angleterre lors d'une grande partie du XVe siècle, pendant la guerre des Deux-Roses.

## Cas notables
- 1458 : Un jour d'amour est tenu entre le roi Henri VI d'Angleterre, son épouse Marguerite d'Anjou et le duc d'York Richard Plantagenêt, dans une tentative infructueuse de résoudre les rivalités au sein de la noblesse et d'empêcher l'aggravation des tensions au début de la guerre des Deux-Roses[12].
- 1533 : Durant la conquête du Chili, la rivalité entre les conquistadors Francisco Pizarro et Diego de Almagro est résolue à Cuzco par l'entremise d'un jour d'amour religieux[13].